# Osaze Urhoghide
Osaze Urhoghide (ur. 4 lipca 2000 w Rotterdamie) – holenderski piłkarz nigeryjskiego pochodzenia występujący na pozycji obrońcy we francuskim klubie Amiens SC. Wychowanek Hounslow United, w trakcie swojej kariery grał także w takich zespołach, jak AFC Wimbledon, Sheffield Wednesday, Celtic F.C. i KV Oostende.